# Coleophora zimmermanni
Coleophora zimmermanni é uma espécie de mariposa do gênero Coleophora pertencente à família Coleophoridae.